# كريستوفر بيساريدس

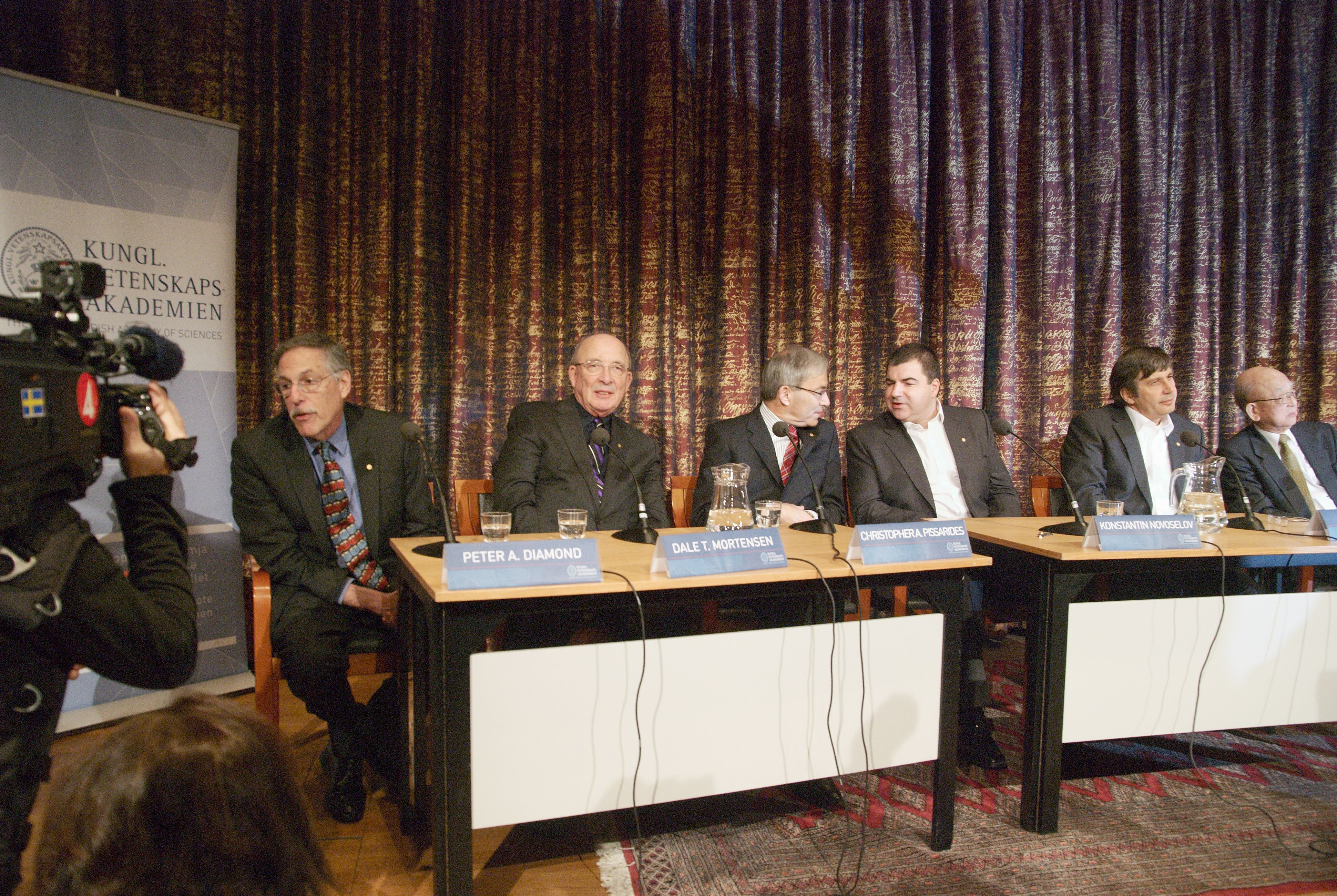
المؤتمر الصحفي للحائزين على جائزة نوبل في 2010

كريستوفر بيساريدس (باليونانية: Χριστόφορος Αντωνίου Πισσαρίδης)‏ (20 فبراير 1948 -)، خبير اقتصادي بريطاني من أصل قبرصي حاصل على جائزة نوبل في العلوم الاقتصادية عام 2010 بمشاركة مع الأمريكيين بيتر دايموند وديل مورتنسن وذلك تقديرًا لدورهم في تطوير نظريات تفسر التفاعل بين السياسات الاقتصادية وسوق العمالة.

## النشأة
ولد بيساريدس في نيقوسيا، قبرص، لعائلة يونانية أرثوذكسية من قرية أغروس.
حصل على درجة البكالوريوس في الاقتصاد عام 1970 وماجستير في الاقتصاد عام 1971 من جامعة إسيكس. التحق بعد ذلك في كلية لندن للاقتصاد، حيث حصل على درجة الدكتوراه في الاقتصاد في عام 1973 تحت إشراف الخبير الاقتصادي الرياضي ميشيو موريشيما عن أطروحة بعنوان «السلوك الفردي في الأسواق بمعلومات ناقصة».

## روابط خارجية
- كريستوفر بيساريدس على موقع الموسوعة البريطانية (الإنجليزية)
- كريستوفر بيساريدس على موقع مونزينجر (الألمانية)
- كريستوفر بيساريدس على موقع إن إن دي بي (الإنجليزية)